# Mireia Benito
Mireia Benito Pellicer (* 30. Dezember 1996 in Llorenç del Penedès) ist eine spanische Radrennfahrerin.

## Sportlicher Werdegang
Benito spielte in ihrer Jugend Basketball und nahm Radfahren zunächst auf, um sich von einer Knieverletzung zu erholen. 2017, mit 21 Jahren, nahm sie erstmals an den spanischen Meisterschaften teil, und 2018 beschloss sie, ganz auf Radsport zu setzen.
2019 schloss sich Benito dem katalanischen Team Massi-Tactic an und fuhr erstmals internationale Rennen. In ihrer ersten Saison bei Massi-Tactic erreichte sie den dritten Platz bei den spanischen Meisterschaften im Straßenrennen. 2021 schaffte sie es auf einer Etappe der Tour de l’Ardèche erstmals unter die ersten Zehn eines internationalen Rennens. 2022 kam sie bei den Mittelmeerspielen und den Europameisterschaften erstmals zu Einsätzen im Nationalteam. Während ihrer Zeit bei Massi-Tactic kombinierte sie Sport und Studium und erlangte Masterabschlüsse in Molekularbiologie und Lehrerausbildung. Siege in UCI-Rennen konnte Benito für Massi-Tactic nicht erringen, mit dem Preis als kämpferischste Fahrerin bei der Itzulia Women 2022 bescherte sie dem Team dennoch die erste Podiumsauszeichnung bei einem WorldTour-Rennen.
Für 2023 wechselte Benito zum belgischen Team AG Insurance-Soudal, konnte sich so erstmals vollständig dem Sport widmen und höherwertige Rennen in der WorldTour fahren. Bei den spanischen Meisterschaften im Einzelzeitfahren siegte sie um eine Sekunde vor Mavi García und holte so ihren ersten Sieg in einem UCI-Rennen. Ihre Teilnahme an der Tour de France Femmes 2023 endete vorzeitig nach einem Sturz in der ersten Etappe. 2024 verteidigte sie erfolgreich ihren Landesmeistertitel im Einzelzeitfahren und nahm bei den Olympischen Spielen am Einzelzeitfahren und am Straßenrennen teil.

## Erfolge
2023
 Spanische Meisterin – Einzelzeitfahren
2024
 Spanische Meisterin – Einzelzeitfahren
2025
 Spanische Meisterin – Einzelzeitfahren